# Ermita de Nuestra Señora de Dulcis
La ermita de Nuestra Señora de Dulcis, en la localidad de Buera, término municipal de Santa María de Dulcis (Provincia de Huesca, Aragón, España) es un santuario construido sobre el lugar donde, según la tradición, tras la expulsión de los moros de estas tierras durante la reconquista, se apareció la Virgen sobre un panal de abejas, de ahí su advocación. 
En origen existió una construcción románica de principios del siglo XIII, que fue sustituida entre 1658 y 1664 por una nueva construcción barroca, siempre dependiente de la cercana Colegiata de Santa María de Alquézar. 
El templo actual consta de nave única cubierta con bóveda de cañón con lunetos, dos capillas laterales en el primer tramo de la misma, a modo de crucero, y cabecera de planta cuadrada, cubierta con cúpula sobre pechinas provista de linterna. A los pies se sitúa un coro alto y en el presbiterio, adosada al lado norte, la sacristía. 
La fábrica combina sillar con ladrillo, presenta la mayor parte de los paramentos revocados y cuenta con dos accesos principales, uno en el lado meridional y otro en el hastial occidental. 
Sin duda, su mayor interés reside en la decoración realizada en yeso que recubre todo el interior: bóveda de cañón, arcos fajones, arcos torales, cúpula del presbiterio y capillas laterales. Se trata de una profusa decoración en la que conviven motivos de tradición mudéjar, como el entrelazo y las estrellas, con otros propios del barroco más clasicista, que consiguen crear un espacio dotado de una gran plasticidad y movimiento. 
El santuario originalmente formaba un conjunto más amplio debido a la presencia de otras construcciones destinadas a servicios, que hoy prácticamente han desaparecido. Su estado de conservación presenta algunas deficiencias. 